# St. Cosmas und Damian (Rautenberg)

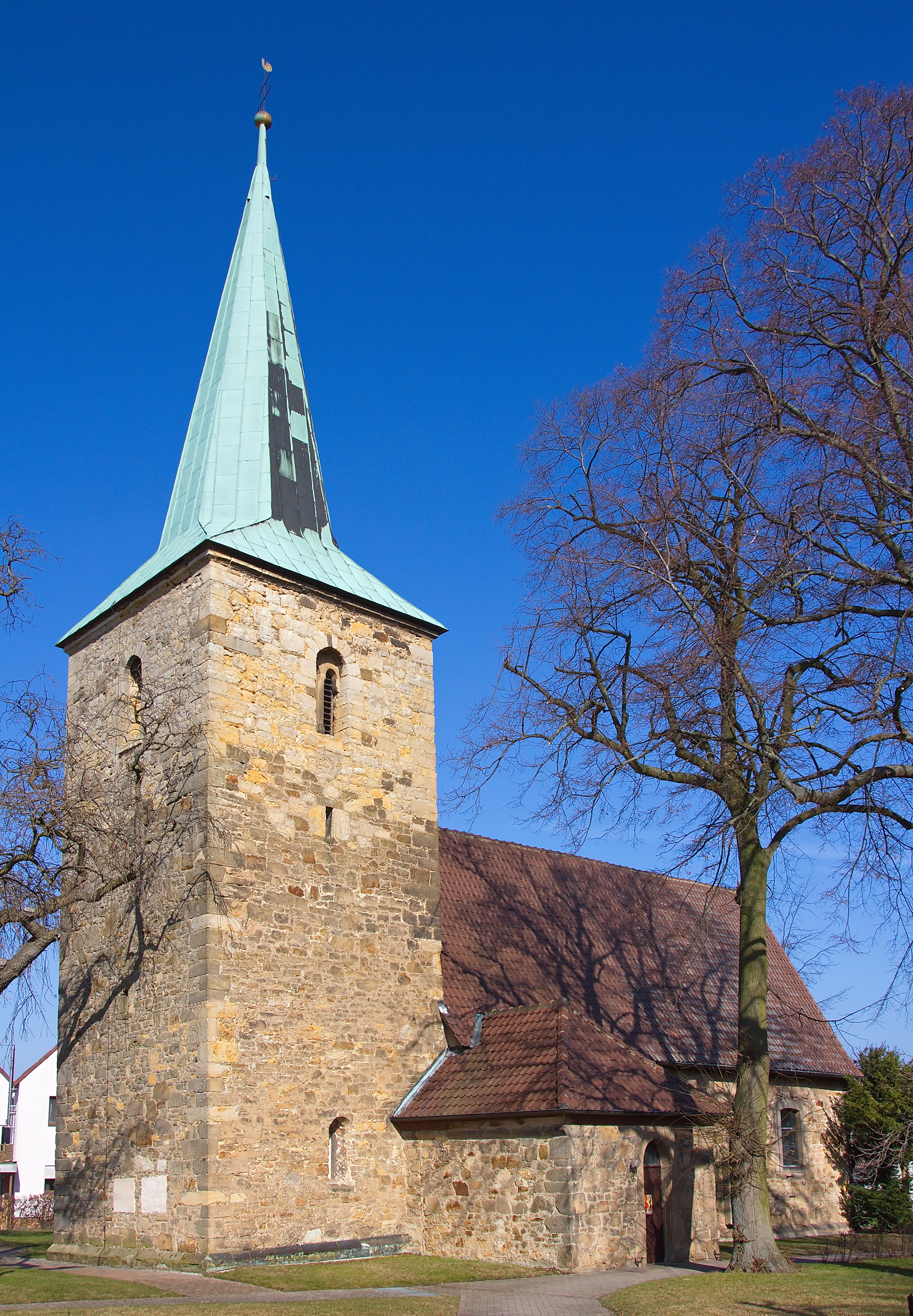
St. Cosmas und Damian

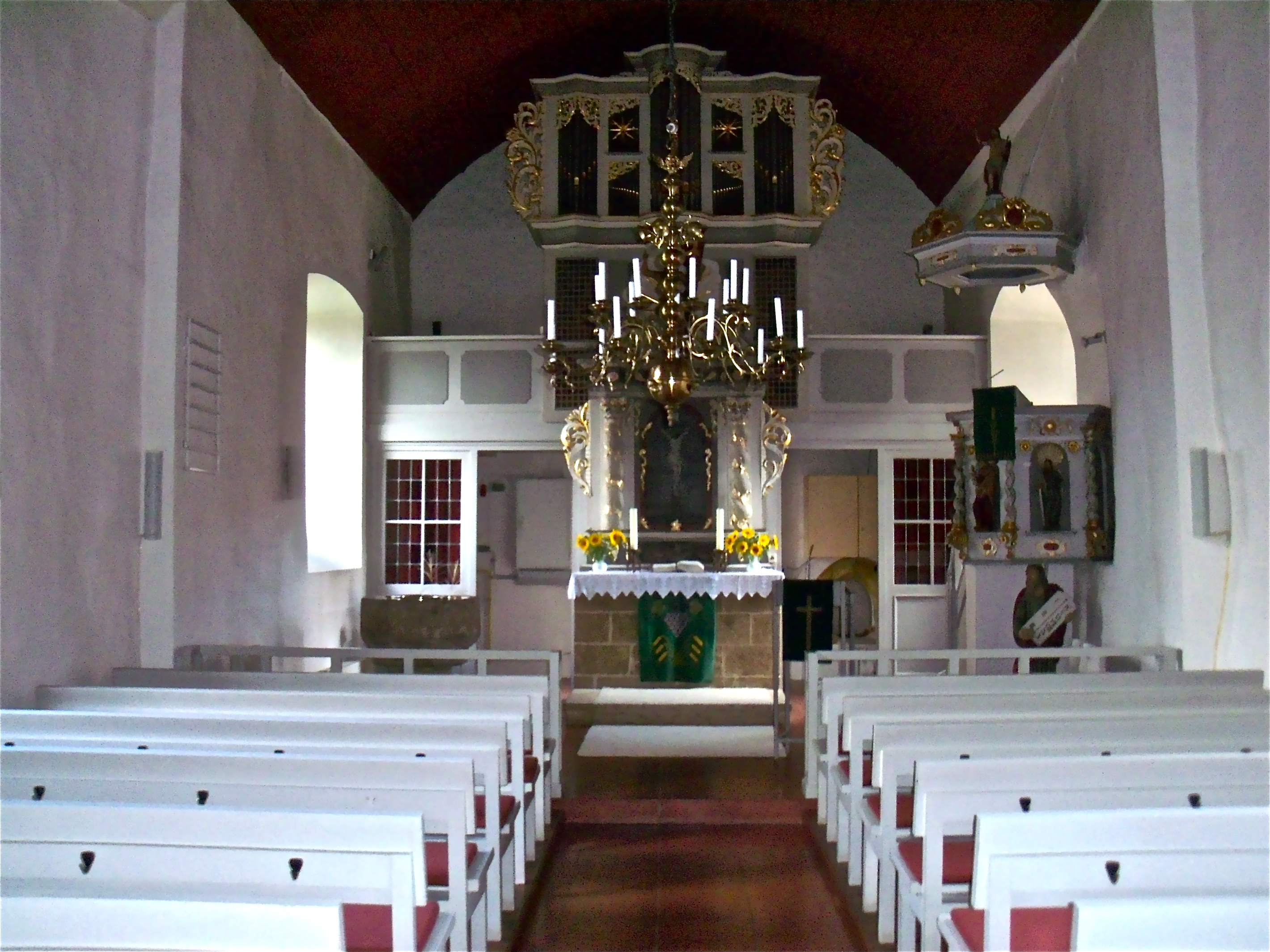
Innenansicht

Die evangelisch-lutherische denkmalgeschützte Kirche St. Cosmas und Damian steht in Rautenberg, einem Ortsteil der Gemeinde Harsum im Landkreis Hildesheim von Niedersachsen. Die Kirchengemeinde gehört zur Pfarrei Garmissen Rautenberg im Kirchenkreis Hildesheimer Land-Alfeld im Sprengel Hildesheim-Göttingen der Evangelisch-lutherischen Landeskirche Hannovers.

## Beschreibung
Die Saalkirche entstand 1431 aus Bruchsteinen als Gutskirche für die Herren von Rautenberg, die auch das Kirchenpatronat besaßen. Sie wurde im 18./19. Jahrhundert verändert. Der leicht eingezogene Chor wurde 1456 angebaut. Sein Innenraum hatte ursprünglich ein Kreuzgewölbe, das 1684 eingestürzt ist. Seitdem ist es mit einem flachen hölzernen Tonnengewölbe überspannt. Die Mauern des Langhauses wurden 1489 denen des Chors angeglichen. Der quadratische Kirchturm, in dem zwei Kirchenglocken hängen, steht im Westen, sein spitzer achtseitiger Helm wurde ihm erst 1863 aufgesetzt. Sein Erdgeschoss ist mit einem Kreuzgewölbe überspannt. Der Anbau im Süden mit dem Eingang war das ehemalige Leichenhaus. 
In der ersten Hälfte der 1950er Jahre wurde der Innenraum umgestaltet. Das Tonnengewölbe des Chors wurde über das Kirchenschiff, das zuvor eine Flachdecke hatte, verlängert. Die L-förmigen Emporen an der West- und der Nordseite wurden entfernt. Dafür entstand eine leicht u-förmige Empore im Westen, deren Brüstung aus Balustern besteht. 
Das Altarretabel von 1766 hat ein Bild über die Kreuzigung zwischen zwei gedrehten Säulen, darüber im gesprengten Giebel befindet sich eine Figur des auferstandenen Christus. In der Predella wird das Abendmahl Jesu gezeigt. Zur Kirchenausstattung gehören ferner ein spätgotisches Taufbecken und ein barocker Altar. Die Orgel mit 11 Registern, verteilt auf ein Manual und einem angehängten Pedal, wurde 1765 von Johann Conrad Müller gebaut.